# Кроуфорд, Чейс
Кри́стофер Чейс Кро́уфорд (англ. Christopher Chace Crawford, МФА: [ˈkrɪstəfɚ ˈt͡ʃeɪ̯s ˈkrɔfɚd]; род. 18 июля 1985, Лаббок, Техас) — американский актёр, награждённый премией Teen Choice Awards за роль Нейта Арчибальда в молодёжном телесериале «Сплетница», а также известный по роли Подводного в сериале Amazon Prime «Пацаны».

## Биография
Кроуфорд родился и вырос в Техасе. Его младшая сестра — Кэндис Кроуфорд. Как обычный ребёнок Чейс ходил в школу, занимался спортом, в частности играл в футбол и гольф. Кроме того, он увлекается лёгкой атлетикой и рисованием. В свободное время любит рисовать и фотографировать. В своем родном городе он занимался модельным бизнесом и после окончания школы отправился в Университет Калифорнии.
Кроуфорд играл в футбол и гольф в средней школе. В 2003 году он окончил Христианскую академию. После средней школы он поехал в Малибу, Калифорния, чтобы посетить университет Pepperdine, где он был членом братства Нью-Сигмы. Учась в Pepperdine, Чейс хотел быть доктором, как его отец.
Будучи студентом университета он состоял в братстве Sigma Nu. На первом курсе он ещё не был уверен в своей будущей профессии в области рекламы и телекоммуникаций. На втором курсе родители поддержали его идею заняться актёрским мастерством. Его мама сказала, что это был «осознанный поступок», так как Чейс с детства был увлечён искусством.

## Карьера
В 2006 году Чейс снялся в телевизионном фильме «Давно потерянный сын», где он сыграл сына героини Габриэль Анвар. В этом же году он сыграл главную роль со Стивеном Стрейтом, Тейлором Кичем, Себастьяном Стэном и Тоби Хемингуэем в триллере «Сделка с дьяволом».
Первой большой ролью для Чейса стал фильм «Сделка с дьяволом», в котором он исполнил роль одного из «сыновей Ипсвича», Тайлера Симса. В 2007 году Чейс получил роль «золотого» мальчика Нейта Арчибальда в сериале «Сплетница».
В 2008 году в прокат вышел фильм ужасов «Призраки Молли Хартли». После окончания съёмок второго сезона «Сплетницы», Чейс остался в Нью-Йорке, где начались съёмки фильма Джоэля Шумахера «Двенадцать», для роли в этой картине Чейсу пришлось похудеть, так как он играл роль наркоторговца. Также стало известно, что Чейс мог заменить Зака Эфрона в ремейке картины 1984 года «Свободные», но из-за занятости Чейса в другом проекте, роль всё же досталась актёру Кенни Вормалду.
В 2009 году Кроуфорд снялся в клипе певицы Леоны Льюис на песню «I Will Be».
В 2015 году Кроуфорд вернулся на телевидение с центральной ролью в прайм-тайм мыльной опере ABC «Кровь и нефть».
В 2016 году он сыграл второстепенную роль в фильме «Вне правил», написанном и поставленном Уорреном Битти.

## Личная жизнь
Долгое время Кроуфорд встречался с кантри-певицей Кэрри Андервуд, но в 2008 году они расстались.
11 августа 2009 года, после премии Teen Choice Awards, Чейс был замечен папарацци целующимся в машине с молодой актрисой Эшли Грин. Сам актёр и Эшли это никак не прокомментировали и после этого ни разу не были нигде замечены вместе.
Также он встречался с моделью Рейчел Голдинг, но позже они расстались; Чейс отмечает, что ему нужно сосредоточиться на кинобизнесе
В 2015 году на съемках сериала «Кровь и нефть» познакомился с американской актрисой Ребеккой Риттенхаус, с которой, по сюжету, они играли супругов. Об их романе стало известно спустя год.

## Фильмография
| Год          |    | Русское название                                       | Оригинальное название                         | Роль                          |
| ------------ | -- | ------------------------------------------------------ | --------------------------------------------- | ----------------------------- |
| 2006         | тф | Давно потерянный сын                                   | Long Lost Son                                 | Мэтью Уильямс / Марк Халлоран |
| 2006         | ф  | Сделка с дьяволом                                      | The Covenant                                  | Тайлер Симмс                  |
| 2007—2012    | с  | Сплетница                                              | Gossip Girl                                   | Натаниель «Нейт» Арчибальд    |
| 2008         | ф  | Под кайфом                                             | Loaded                                        | Хейден Прайс                  |
| 2008         | ф  | Призраки Молли Хартли                                  | The Haunting of Molly Hartley                 | Джозеф Янг                    |
| 2008—2010    | мс | Гриффины                                               | Family Guy                                    | различные роли                |
| 2009         | мс | Кавалькада мультипликационных комедий Сета Макфарлейна | Seth MacFarlane's Cavalcade of Cartoon Comedy | различные роли                |
| 2009         | мс | Робоцып                                                | Robot Chicken                                 | Джон Коннор                   |
| 2010         | ф  | Двенадцать                                             | Twelve                                        | Уайт Майк                     |
| 2011         | ф  | Мир, любовь и недопонимание                            | Peace, Love & Misunderstanding                | Коул                          |
| 2012         | ф  | Чего ждать, когда ждёшь ребёнка                        | What to Expect When You're Expecting          | Марко                         |
| 2013         | ки |                                                        | Cry of Fear                                   | Майк                          |
| 2014         | с  | Хор                                                    | Glee                                          | Бифф Макинтош                 |
| 2014         | ф  | Горцы                                                  | Mountain Men                                  | Купер Поллард                 |
| 2015         | с  | Кровь и нефть                                          | Blood & Oil                                   | Билли Лефевра                 |
| 2016         | ф  | Не попавший в команду                                  | Undrafted                                     | Артур Барон                   |
| 2016         | ф  | Вне правил                                             | Rules Don't Apply                             | юный актёр                    |
| 2016         | ф  | Призраки Элоиз                                         | Eloise                                        | Джейкоб Мартин                |
| 2017         | ф  | Согласен, но на время                                  | I Do... Until I Don't                         | Игон                          |
| 2017—2018    | с  | Без обязательств                                       | Casual                                        | Байрон                        |
| 2018         | ф  | Все о Нине                                             | All About Nina                                | Джо                           |
| 2018         | ф  | Так сказал Чарли                                       | Charlie Says                                  | Текс Уотсон                   |
| 2019         | ф  | Ночные ястребы                                         | Nighthawks                                    | Стэн                          |
| 2019 — н. в. | с  | Пацаны                                                 | The Boys                                      | Кевин Московиц / Подводный    |
| 2020         | ф  | Тёмное наследие                                        | Inheritance                                   | Уильям Монро                  |
| 2021         | мф | Красавица и дракон                                     | 竜とそばかすの姫                              | Джастин                       |
| 2021         | вс | «Семёрка» на «Семёрке»                                 | Seven on 7                                    | Кевин Московиц / Подводный    |
| 2021         | ф  | Разрывное течение                                      | Riptide                                       | Лэндэн                        |
| 2022         | мф | Пацаны: Осатанелые                                     | The Boys Presents: Diabolical                 | Кевин Московиц / Подводный    |
| 2023         | с  | Поколение «Ви»                                         | Gen V                                         | Кевин Московиц / Подводный    |
| 2024         | ф  | Встреча выпускников                                    | Reunion                                       | Мэтью Дэнбери                 |

## Награды и номинации

### Премия Teen Choice Awards
- 2008 — победитель в номинации «Лучший драматический актёр» за роль в телесериале «Сплетница».
- 2009 — победитель в номинации «Лучший драматический актёр» за роль в телесериале «Сплетница».
- 2010 — победитель в номинации «Лучший драматический актёр» за роль в телесериале «Сплетница».